# François Rabelais
François Rabelais (c. 1494, død 9. april 1553 Paris) var en fransk forfatter.

## Baggrund
Rabelais blev født i Chinon, og det kan ses i hans forfatterskab at han var en søn af det muntre og frugtbare Touraine. Hans far skal have været advokat. Som ganske ung blev Rabelais sendt i kloster hos franciskanerordenen, hvor han med sin hang til lærde studier kom til at mistrives stærkt. Prioren konfiskerede hans græske bøger. Det lykkedes omsider Rabelais at blive overført til benediktinerordenen, hvor han fik fordybet sig i sine studier. I 1521 blev han præsteviet med rygte for at være dygtig til græsk - og en oprører. Efter at have løst sig fra klosterlivet, begyndte han at studere medicin i Montpellier og blev i 1532 ansat som læge ved det største hospital i Lyon, en by berømt for sine trykkerier og forlag, hvor han fik sine bøger udgivet. Her begyndte han sin korrespondance med Erasmus af Rotterdam.

## Karriere
Hvilken foregangsmand Rabelais var, fremgår af, at han i 1537 gennemførte en af de første kendte dissektioner af menneskekroppen. Han forfattede eller deltog i udarbejdelsen af lærde værker, arkæologiske, medicinske med mere, og udgav almanakker.
I Lyon begyndte han sin berømteste og første egentlige bog, som blev trykt i (1532), da han udsendte en bearbejdelse af en gammel folkebog: Les grandes et inestimables Chroniques du grand et enorme géant Gargantwa. Rabelais fabulerede videre i samme stil, og udgav i 1532 en fortælling om Gargantuas søn Pantagruel. To år senere kom en bog om Gargantua selv, hvor hans kone Badebac, der også er en kæmpe, dør da hun føder deres søn Pantagruel.
Bogen om Pantagruel forargede Sorbonne, og samfundskritikken er tydeligere i Gargantua. Rabelais forkyndte frihedens evangelium, hvor han så et idealkloster for sig, Thélème, hvor damer og herres omgåes på høvisk vis, optaget af kultur under mottoet: "Gør, hvad du vil!" Derfor skulle ægteskab tillades, og man skulle kunne forlade klostret, når det passede en selv. For Rabelais var askese og cølibat negative, fordi begge stred mod naturen, der altid var hans rettesnor. Religiøse dogmer så han som stængsler for den frie tanke, og meget af kirkens lære affejede han som overtro. Han betænkte sig heller ikke på at lave sjov med tekster, der i kirkens øjne var hellige. I 1534 fremstod det som kætteri, og Rabelais måtte en tid opholde sig i Italien for sin egen sikkerheds skyld.
Oktober 1533 tog hans ungdomsven, kardinal Jean du Bellay, ham med til Rom, som huslærer og for at få selskab af en polyhistor. I 1534 var Rabelais atter i Lyon, hvor han stod uden embede, fordi han var rejst bort uden videre; i juli næste år tog han på ny til Rom med kardinalen, drev arkæologiske studier der og indførte første gang adskillige sorter frugt og grøntsager til Frankrig (melon, artiskok, en egen salatplante; også nelliken skal han have indført).
Ved en pavelig bulle af 17. januar 1536 fik han absolution for brud på klosterreglerne, samt tilladelse til lægepraksis. Efter hjemkomsten tog han den medicinske doktorgrad i Montpellier, hvor han nu virkede en tid som professor. I 1539 blev han læge hos Guillaume du Bellay, herre til Langey, guvernør i Torino, hos hvem han var, til denne velynder døde 1543.
Rabelais havde sikret sig en ny god forbindelse i kansler Ghemant, så han i 1545 fik kongelig privilegium for bogen. Så farlige var dog tiderne for enhver, der hældede til kætteri (den lærde Étienne Dolet henrettedes som sådan i 1546), at Rabelais 1545-46 måtte opholde sig som flygtning i Metz og virke som læge. Her skrev han en tredje del om Pantagruel og hans eventyr. Rabelais' venner skaffede ham kong Henrik 2.s forsikring om frit lejde. Kong Henrik lå i konflikt med paven, og for at more ham skrev Rabelais en fjerde del om Pantagruel, hvor både paven og Calvin kritiseres - for selv blev Rabelais fordømt af begge parter.
Denne fjerde del gav anledning til nye angreb. Endnu en gang (1548) kom han til Rom som læge hos kardinal du Bellay, som han var pot og pande med, og under hvis ægide han virkede som diplomat. Men snart søgte den urolige, livskraftige mand tilbage til Frankrig, hvor formående venner ved hoffet fik overdraget ham et præstekald i sognet Meudon (januar 1550).
"Præsten i Meudon" hedder Rabelais ofte i den ældre litteraturhistorie, men disse embeder opgav han allerede i 1552.
Da Sorbonne og parlamentet genoptog forfølgelsen af hans bog, var den snu Rabelais så behændig at indføre et satirisk angreb (i den gallikanske kirkepolitiks ånd) på de gregorianske dekretaler; det hjalp til, at han fik ro i sine sidste dage, om hvilke vi ved meget lidt.
Dette er de sikre data om hans liv, som ældre litteraturhistorikere har udsmykket med en mængde anekdoter, der ingen hjemmel har. Også den skildring af ham som udpræget Bacchusdyrker synes at stride mod samtidige troværdige udsagn. Han var far til tre børn født udenfor ægteskab.

## Gargantua og Pantagruel
Hans berømte satirisk burleske La vie de Gargantua et de Pantagruel ("Gargantua og Pantagruel") er en serie af fem fortsatte romaner, løseligt baseret på en ældre folkebog. Det er en historie om to kæmper, faderen Gargantua og sønnen Pantagruel og deres eventyr, skrevet i en underholdende, ekstravagant og satirisk stil. Bogen indeholder mange grovheder og skatologisk (latrinær) humor foruden meget voldelige scener. Lange lister over fornærmelser og bandeord fylder flere kapitler.
Rabelais havde studeret oldgræsk og anvendte sin viden til at opfinde hundredvis af nye ord, hvoraf nogle blev optaget i det franske sprog.
Den første bog i serien var Pantagruel, og den blev en stor succes. Han omarbejdede det derefter, så det blev andet bind, efter et nyt første bind om faderen Gargantuas bedrifter.
Alle tidens brydninger og nydannelser smeltede sammen i hans person. Under al sin omflakken dyrker han bestandig sine humanistiske studier: latin, græsk, astronomi, jura, naturvidenskaberne og medicin; han hader skolastik og munkefordummelse, elsker frihed og kundskab. Hans store komisk-satiriske roman tager sit udgangspunkt fra den eventyrlige folkebog (om kæmpen Gargantua, 1532 i Lyon), men giver i sit fantastiske hylster et storartet karikaturmaleri af alle samtidens stænder og sæder, isprængt al hans encyklopædiske viden og klassiske lærdom, kåd livsnydelse ved siden af filosofisk tankedybde.
Gargantua, senere "Konge af Utopien", er en kæmpe, som studerer i Paris og udfører eventyrlige heltebedrifter; hans søn, den humane, milde og retfærdige Pantagruel berejser hele verden for at opdrage sig selv, men finder overalt overtro, misbrug, laster og latterligheder. Hans ven, den fattige Panurge, er en åndfuld og munter optimist. Trods romanens overlæssede og usammenhængende karakter, dens talrige indtil kynisme plumpe og burleske optrin og udtryk, er den et vidunderligdigt, kraftigt og levende værk, skrevet i et energisk og saftigt sprog, der ganske uden forskel bruger både latinismer og ord fra alle mulige dialekter på sin uhyre farverige palet. Rabelais' stærke og sunde realisme overlevede al samtidens litteratur. Han fandt snart efterlignere, både slaviske og selvstændige som Bonaventuredes Feriers (c. 1500—44) og Noël du Fail (1520—91).

## Rabelais på dansk
- Francois Rabelais, Gargantua, Gyldendals Bibliotek Verdenslitteratur bind 15, 1967.
- Francois Rabelais, Gargantua og Pantagruel, 5 bind, oversat af C. Falbe-Hansen med forord af Torben Brostrøm, Rhodos, 1980. ISBN 87-7496-771-1.